# David L. Goldfein
David Lee Goldfein (sinh năm 1959) là một vị tướng bốn sao trong Không quân Hoa Kỳ, hiện đang giữ chức Tham mưu trưởng Không quân. Trước đây ông từng giữ chức Phó Tham mưu trưởng Không quân và trước đó, ông giữ chức Giám đốc Bộ Tham mưu, một vị trí trong Tham mưu trưởng Liên quân, người giúp việc cho Chủ tịch Hội đồng Tham mưu trưởng Liên quân.
Vào ngày 26 tháng 4 năm 2016, Bộ trưởng Quốc phòng Ash Carter tuyên bố rằng Tổng thống Obama đã đề cử Phó Tham mưu trưởng Không quân Goldfein kế nhiệm Tướng Mark Welsh làm Tham mưu trưởng 21 của Không quân Hoa Kỳ. Phiên xác nhận của ông diễn ra vào ngày 16 tháng 6, và ông đã thay thế tướng Welsh vào ngày 1 tháng 7, hai ngày sau khi xác nhận.

## Sự nghiệp quân sự

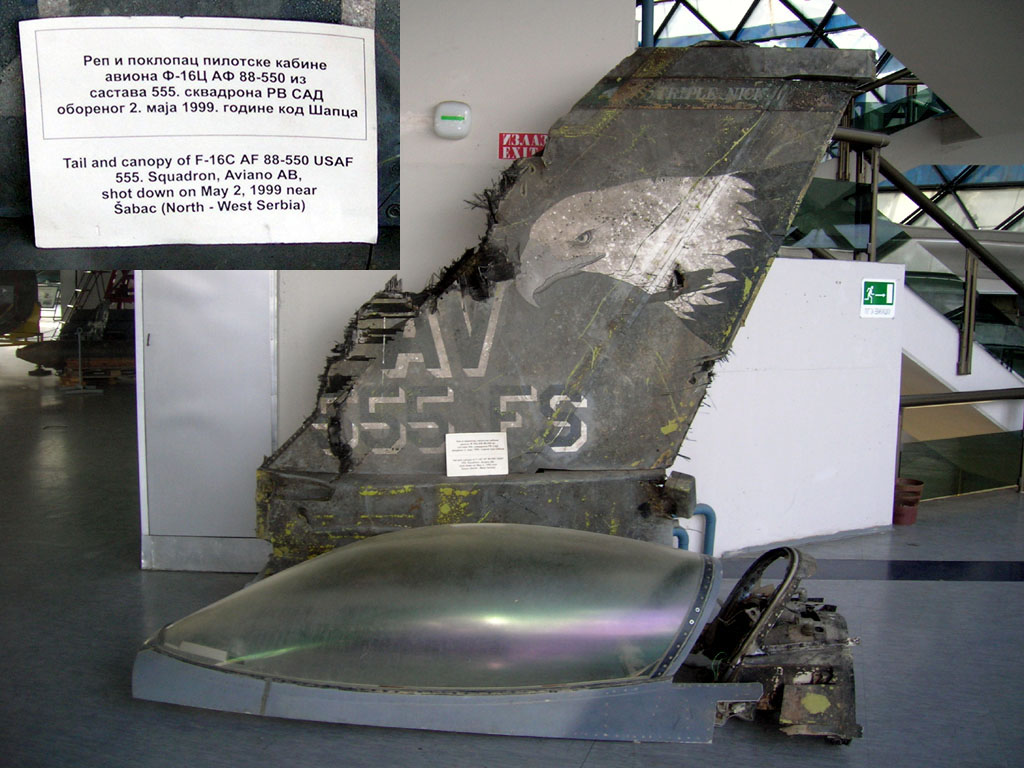
Đuôi và tán của chiếc F-16CG lúc đó của Lt Col Goldfein bị bắn hạ trong Lực lượng Đồng minh Chiến dịch tại Bảo tàng Hàng không, Belgrade

Goldfein nhận bằng từ Học viện Không quân Hoa Kỳ vào năm 1983. Ông cũng tốt nghiệp Trường Vũ khí Không quân Hoa Kỳ tại Nellis AFB, NV.
Ông là một phi công chỉ huy với hơn 4.200 giờ bay với T-37, T-38, F-16 C / D, F-117A, MC-12W và MQ-9.